# Ifigenia (film din 1977)
Ifigenia (în greacă Ιφιγένεια) este un film  grecesc realizat de Michael Cacoyannis care a avut premiera pe marele ecran în 1977. A fost prezentat la Festivalul de la Cannes, în 1977. Filmul încheie trilogia antică a realizatorului, după Electra și Troienele.

## Prezentare
Filmul este inspirat din tragedia greacă Ifigenia în Aulis scrisă de Euripide.
Artemis a poruncit ca Ifigenia, fiica lui Agamemnon și a Clitemnestrei, să fie sacrificată pentru a permite expediția aheilor la Troia.
Totuși Cacoyannis a făcut mai multe schimbări în raport cu tragedia pentru a o adapta la tehnica modernă a cinematografiei. Corul antic utilizat de Euripide pentru a explica evoluția situației este înlocuit de soldați greci. Personajele Ulise și Calchas, doar menționați în tragedie, apar în film pentru întărirea intrigii.
Ca și în lucrarea lui Euripide, sfârșitul filmului este ambiguu în mod deliberat. Deși mitul antic spune că Ifigenia a fost salvată, în mod miraculos, de zei, în momentul uciderii sale, evenimentul nu este descris nici în piesă, nici în film, lăsând incertitudinea să planeze asupra sorții sale. În Ifigenia în Aulis, salvarea Ifigeniei este descrisă de un mesager (într-un text probabil interpolat). În film nu există nicio referire explicită a evenimentului: publicul vede doar căderea cuțitului urmat de un cadru asupra expresiei uimite a lui Agamemnon.

## Fișă tehnică
- Titlu: Ifigenia
- Titlu original: greacă Ιφιγένεια (Iphigenia)
- Regia: Michael Cacoyannis
- Scenariul: Michael Cacoyannis după Euripide
- Societăți de producție: Centrul de cinema grec, Finos Film
- Buget: 25.000.000 de drahme[3]
- Imaginea: Giorgos Arvanitis
- Montajul: Takis Yannopoulos și Michael Cacoyannis
- Direcția artistică: Dionyssis Fotopoulos
- Costumele: Dionyssis Fotopoulos
- Sunetul: Mimis Kassimatis
- Muzica: Mikis Theodorakis
- Țara de origine:  Grecia
- Genul:
- Format:
- Durată: 127 de minute
- Data ieșirii pe ecran: 1977

## Actori
- Tatiana Papamoschou: Ifigenia
- Irene Papas: Clitemnestra
- Kóstas Kazákos: Agamemnon
- Costas Carras: Menelau
- Christos Tsagas: Ulise
- Panos Mihalopoulos: Ahile
- Dimitri Aronis: Calchas

## Recompense
- Cel mai bun film și cea mai bună actriță la Festivalul de film de la Salonic, 1977
- Nominalizare pentru Oscar pentru cel mai bun film într-o limbă străină în 1978
- Nominalizare pentru Palme d'or la Festivalul de la Cannes, 1977[4]
- Premiul Femina (Belgia) 1978